# クパチーノ (カリフォルニア州)
クパチーノ（Cupertino）は、アメリカ合衆国カリフォルニア州のサンタクララ郡にある都市。人口は約6万人（2020年）。サンフランシスコ・ベイエリア南部に位置している。
市名はカトリックの聖人・クペルティーノのヨセフに由来する。ちなみにクパチーノを「クパティーノ」「キュパティーノ」「キュパーティノ」と表記する文献もあるが、現地での発音は /ˌkuːpərˈtiːnoʊ/ であり「クーパーティーノウ」に近い。

## 地理
サンタクルーズ山地の麓、サンタクララバレーの西端に位置している。
クパチーノ市の東はサンノゼ市、北東はサンタクララ市、北はサニーベール市、北西はロスアルトス市、南はサラトガ市に取り囲まれている。州間高速道路280号線および幹線道路85号線が市内で交差している。

## 気候
クパチーノは雨がちな冬と乾燥した夏でおだやかな気象地域である。
7月の平均 (サンタクララ大学)
- 最高気温 - 82.0 °F (27.8 ℃)
- 最低気温 - 54.1 °F (12.3 ℃)

1月の平均 (サンタクララ大学)
- 最高気温 - 58.2 °F (14.6 ℃)
- 最低気温 - 38.7 °F (3.7 ℃)

記録
- 最高気温 - 114 °F (45.6 ℃) - 1961年6月
- 最低気温 - 16 °F (−8.9 ℃) - 1990年12月

## 経済
クパチーノは、Appleの本社（Apple Park）が所在することで知られ、時にシリコンバレーの心臓部と見られることがある。このほか、シマンテック、ヒューレット・パッカード、IBM、Facebookなど60を越えるハイテク企業がオフィスを構えている。

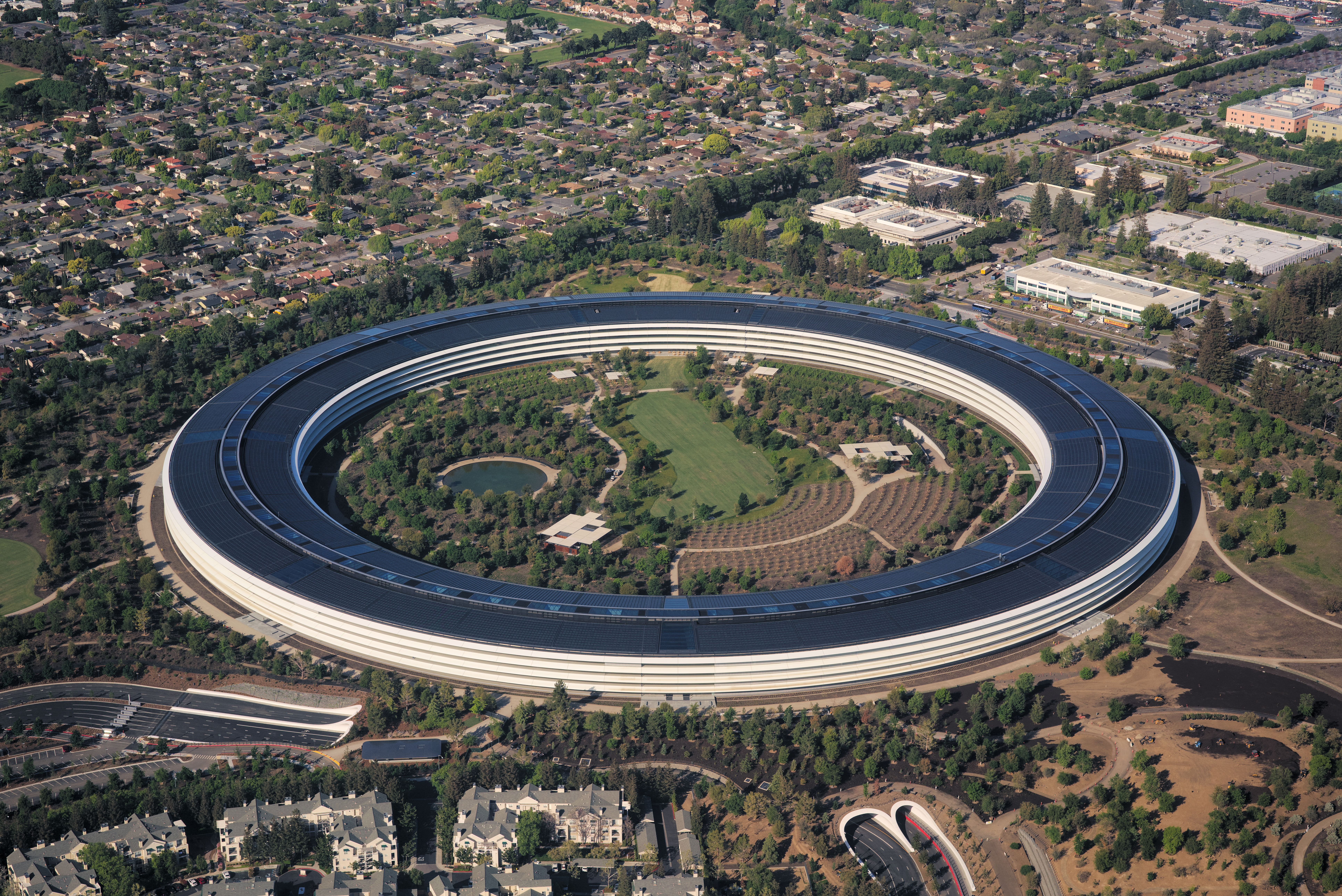
アップル本社

## 教育
コミュニティカレッジのカリフォルニア州立ディアンザカレッジがある。

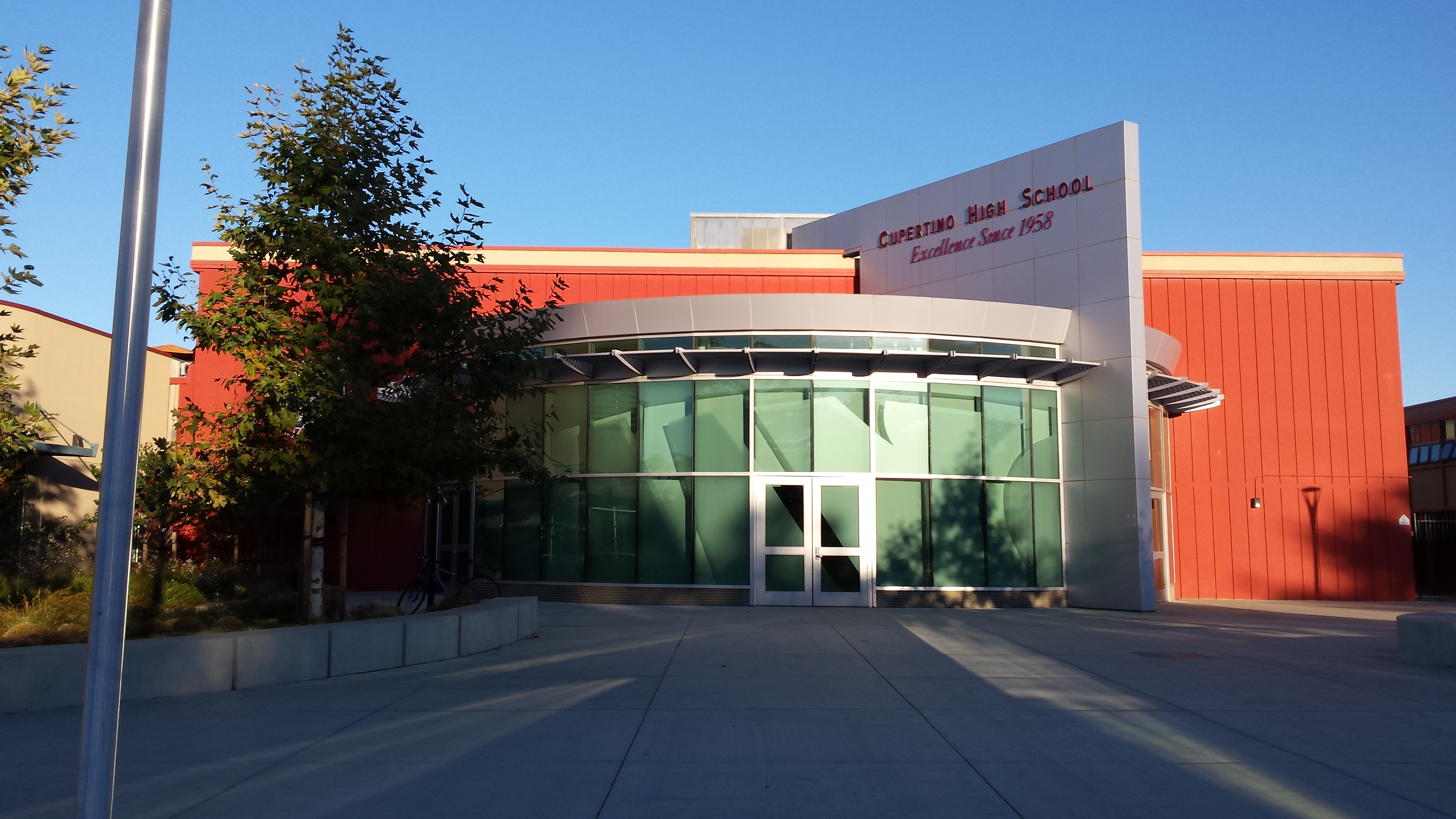
クパチーノ高校

## 人口動静

### 統計
2000年国勢調査で、この都市は人口50,546人、18,204世帯、及び13,616家族が暮らしている。人口密度は 1,783.9/km2(4,620.5/mi2) である。659.3/km&2(1,707.7/mi2) の平均的な密度に18,682軒の住宅が建っている。この都市の人種的な構成は白人50.14%、アフリカン・アメリカン0.69%、先住民0.20%、アジア44.44%、太平洋諸島系0.13%、その他の人種1.26%、及び混血3.14%である。人口の3.98%はヒスパニックまたはラテン系である。
この都市内の住民は26.6%が18歳未満の未成年、18歳以上24歳以下が5.2%、25歳以上44歳以下が33.0%、45歳以上64歳以下が24.1%、及び65歳以上が11.0%にわたっている。中央値年齢は38歳である。女性100人ごとに対して男性は99.5人である。18歳以上の女性100人ごとに対して男性は96.8人である。
2005-2007年の統計によれば、この都市の世帯ごとの所得の中央値は118,630米ドルであり、家族ごとの所得の中央値は140,199米ドルである。この都市の一人当たりの所得 (per capita income) は44,749米ドルである。全人口の5.2%及び家族の3.6%は貧困線以下である。18歳未満の3.9%及び65歳以上の8.1%は貧困線以下の生活を送っている。

## 対外関係

### 姉妹都市
姉妹都市
- コペルティーノ - イタリアプッリャ州レッチェ県 （1963年）※都市名の由来にもなっている。
- 豊川市 - 日本愛知県（1978年）
- 新竹市 - 中華民国台湾省（2007年）
- ブバネーシュワル - インドオリッサ州（2012年）

友好都市
中華人民共和国および中華民国の複数の都市とは友好都市として提携している。